# Branimir Hrgota
Branimir Hrgota (Zenica, 12. siječnja 1993.) švedski je nogometaš koji igra na poziciji napadača. Trenutačno igra za Greuther Fürth.

## Klupska karijera

### Jönköpings Södra
Nogometnu je karijeru započeo u mladim kategorijama niželigaša IK Tord. Usporedno je trenirao karate. 2008. godine odlučio je prekinuti s borilačkim vještinama i prešao je u drugoligašku momčad Jönköpings Södra. Prvu je utakmicu zaigrao u prvoj momčadi 2011. te postao najbolji strijelac te sezone, postigavši 18 pogodaka u 25 utakmica. Nakon sezone primio je od navijača nagradu Igrač godine. Nekoliko je klubova zanimalo se za njega poslije ovakve sezone. Hrgota je ipak odlučio ostati u Jönköpings Södra radi završavanje škole na proljeće. Sljedeće je sezone postigao 10 pogodaka u 14 utakmice a na ljeto je otišao u Njemačku.

### Borussia Mönchengladbach
4. srpnja 2012. u potpunosti je sredio formalnosti s prelaskom u Borussiju. Prvu je utakmicu u Bundesligi zaigrao protiv Hoffenheima ušavši kao zamjena u 74. minute, zamijenivši Mikea Hankea. 11. svibnja 2013. po prvi je put zaigrao u početnoj jedanaestorici u utakmici protiv Mainza. Postigao je hat-trick. Prvi pogodak u Bundesligi bio je iskorišteni jedanaestereac pet minuta prije poluvremena. U drugom je poluvremenu postigao još dva gola, oba lijevom nogom. U 85. minuti zamijenio ga je Lukas Rupp. 15. lipnja 2016. najavljeno je da će prijeći u bundesligaša iz Frankruta, Eintracht. Potpisao je trogodišnji ugovor.

## Reprezentativna karijera
Hrgota je imao pravo igrati za Švedsku, Hrvatsku i za Bosnu i Hercegovinu. Izbornik hrvatske reprezentacije do 21 godine Ivo Šušak kontaktirao je s njime jeseni 2012. radi dovođenja u svoju momčad. Ljeta 2014. prije švedske utakmice protiv Austrije u kvalifikacijama za Euro 2016., Hrgotu je pozvala Švedska, a on je prihvatio poziv i zaigrao za Švedsku.

## Vanjske poveznice
- Profil na stranicama švedskog nogometno saveza (švedski)
- Profil na Soccerwayu (engleski)